# آيت قسو (آيت علي أولحسن)
آيت قسو هو دُوَّار يقع بجماعة سيدي المخفي، إقليم إفران، جهة فاس مكناس في المملكة المغربية. ينتمي الدوّار لمشيخة آيت علي أولحسن التي تضم 5 دواوير. يقدر عدد سكانه بـ 306 نسمة حسب الإحصاء الرسمي للسكان والسكنى لسنة 2004.

## وصلات خارجية
- البوابة الوطنية للجماعات الترابية
- المندوبية السامية للتخطيط